# Hisataka Okamoto
Hisataka Okamoto (japonsko 岡本 久敬), japonski nogometaš, * 14. december 1933.
Za japonsko reprezentanco je odigral 5 uradnih tekem.